# Lanicemin
Lanicemin (AZD6765) je antagonist NMDA receptora koji je AstraZeneca razvijala za lečenje teške depresije i depresije otporne na lečenje. Lanicemin se razlikuje od ketamina po tome što je antagonist NMDA receptora sa malim zarobljavanjem, koji pokazuje slične brzodejstvene antidepresivne efekate kao i ketamin u kliničkim ispitivanjima, ali sa malo ili nimalo psihotomimetičkih neželjenih efekata. Međutim, lanicemin nije ispunio krajnje ciljeve studije, i njegov razvoj je AstraZeneca prekinula 2013.

## Osobine
Lanicemin je organsko jedinjenje, koje sadrži 13 atoma ugljenika i ima molekulsku masu od 198,264 .
| Osobina                  | Vrednost |
| ------------------------ | -------- |
| Broj akceptora vodonika  | 2        |
| Broj donora vodonika     | 1        |
| Broj rotacionih veza     | 3        |
| Particioni koeficijent ( | 1,9      |
| Rastvorljivost (logS, log(mol/L))       | -3,6     |
| Polarna površina (PSA, Å2)  | 38,9     |

## Literatura
- Hardman JG, Limbird LE, Gilman AG (2001). Goodman & Gilman's The Pharmacological Basis of Therapeutics (10. изд.). New York: McGraw-Hill. ISBN 0071354697. doi:10.1036/0071422803.
- Thomas L. Lemke; David A. Williams, ур. (2007). Foye's Principles of Medicinal Chemistry (6. изд.). Baltimore: Lippincott Willams & Wilkins. ISBN 0781768799.